# Joseph-Frédéric-Benoît Charrière
Pour les articles homonymes, voir Charrière.
Joseph-Frédéric-Benoît Charrière, né le 19 mars 1803 à Cerniat, canton de Fribourg (Suisse), et mort le 28 avril 1876 à Paris, est un constructeur d'instruments chirurgicaux d'origine suisse.

## Biographie
Charrière habite à Paris dès ses 13 ans, quand il entre en apprentissage chez un fabricant de couteaux. En 1820 il établit une société de fabrication d'instruments chirurgicaux qui comptait environ 400 employés autour de 1840. Il devient le fournisseur personnel de Guillaume Dupuytren. Charrière obtient en 1843 la nationalité française. Il était marié à Madeleine Elisa Berrurier, fille d'un boucher parisien.
Parmi ses disciples on trouve Georges-Guillaume-Amatus Lüer, Louis-Joseph Mathieu et Adolphe Collin à Paris, Josef Leiter à Vienne ou encore Camillus Nyrop à Copenhague. En 1851 Charrière est promu comme Officier de la Légion d'honneur.

## Terminologie médicale
Le système de calibrage des endoscopes et cathéters porte le nom de charrière (1 Charrière = 1/3 mm). Dans la terminologie chirurgicale anglophone, du fait de la nationalité de Charrière, on parle simplement de French gauge ou de French catheter scale, et l'unité est nommée le French. 1 French = 1 Ch. = 1/3 mm. De nos jours, cette dernière terminologie est la plus usitée, dans sa forme abrégée. On parle par exemple d'un « introducteur 9F » pour designer un dispositif de 3 mm de diamètre extérieur ou d'un CH 9.